# Nika Čulina
Nika Čulina (22. listopada 2001.), hrvatska plivačica, članica Zagrebačkog PK. Hrvatska je reprezentativka. Nastupila je na europskom prvenstvu u plivanju u 25-metarskim bazenima od 4. do 8. prosinca 2019. godine u Glasgowu. Natjecala se je u disciplinama 50 m prsno, 100 m prsno i 200 m prsno.

## Vanjske poveznice
- Rezultati EP 2019. u Glasgowu (eng.)